# Amata compta
Amata compta là một loài bướm đêm thuộc phân họ Arctiinae, họ Erebidae.